# Février 1992

## Événements
- 6 février : attentat à la voiture piégée à Madrid (Espagne), perpétré par le groupe armé séparatiste basque ETA.
- 7 février : signature du traité de Maastricht.
- 8 février : ouverture des Jeux olympiques d'hiver à Albertville.
- 9 février : l'état d'urgence est décrété pour 12 mois en Algérie.
- 11 février : collision entre deux sous-marins, l'un américain, l'autre russe près de Mourmansk en Russie.
- 17 février : début de l'Opération Mains propres en Italie.
- 22 février : visite du pape Jean-Paul II au Sénégal.
- 26 février : massacre de Khodjaly pendant le conflit du Haut-Karabagh.
- 29 février : référendum sur l'indépendance de la Bosnie-Herzégovine.

## Naissances
- 5 février :
  - Cristiano Ronaldo, footballeur international portugais
  - Neymar, footballeur brésilien
  - Nabilla Benattia, mannequin et personnalité de téléréalité franco-suisse
  - Mario Lambrughi, athlète italien
- 7 février : 
  - Sergi Roberto, footballeur espagnol (FC Barcelone)
  - Jain, chanteuse française.
- 9 février : 
  - Avan Jogia, acteur canadien.
  - Sidiki Diabaté, musicien et chanteur malien.
- 10 février : 
  - Alice Arutkin, sportive française.
  - Haruka Nakagawa, chanteuse japonaise.
  - Pauline Ferrand-Prévot, cycliste française.
- 11 février : Taylor Lautner, acteur américain.
- 14 février : Freddie Highmore, acteur britannique
- 21 février : Jamie Sinclair, joueuse de curling canado-américaine
- 25 février : Zahia Dehar, créatrice de lingerie
- 26 février : Alexandria Mills, Miss Monde 2010
- 29 février : 
  - Saphir Taïder, footballeur algérien.

## Décès
- 20 janvier : Dick York, acteur américain (°4 septembre 1928).
- 23 février : Maurice Raes, coureur cycliste belge (° 17 janvier 1907).